# Onychogomphus flavifrons
Onychogomphus flavifrons är en trollsländeart som beskrevs av Selys 1894. Onychogomphus flavifrons ingår i släktet Onychogomphus och familjen flodtrollsländor. Inga underarter finns listade i Catalogue of Life.